# 쓰시마 해협

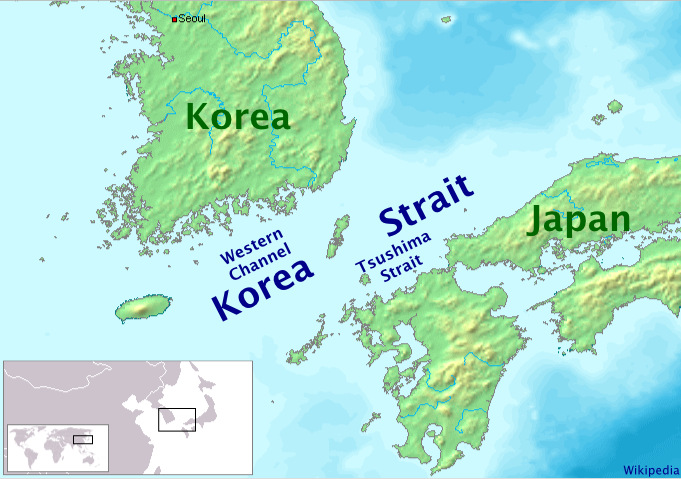
쓰시마 해협은 대한해협의 동수로이다.

쓰시마 해협(일본어: 対馬海峡, 문화어: 쯔시마 해협) 또는 대한해협 동수로(大韓海峽東水路)는 쓰시마과 규슈 사이의 해협으로, 동해와 동중국해를 잇는다.
길이는 약 100 km로, 가장 좁은 곳의 폭은 64 km이다. 쿠로시오 해류의 지류인 쓰시마 해류가 흐르며, 중간에 이키섬이 이 해협의 허리띠 역할을 한다. 그 외에도 고토 열도도 쓰시마 해협 주변에 속한다.

## 같이 보기
- 서수로 (부산해협)
- 한일 해저 터널
- 울릉분지